# Zjawisko G.I. Joe
Zjawisko G.I. Joe (ang. G.I. Joe Fallacy) – błąd poznawczy odkryty przez Laurie Santos i Tamarę Gendler z uniwersytetu Yale, mówiący że wiedza na jakiś temat nie oznacza jeszcze, że coś umiemy. Nazwa pochodzi od kreskówki „G.I. Joe: A Real American Hero” z lat 80., bazującej na serii zabawek. Kreskówka ta miała uczyć czegoś dzieci, które krzyczały na koniec: „Dziękuję G.I. Joe. Teraz już wiemy”, a Joe, główna postać serialu, wtedy powtarzał: „Wiedza to połowa sukcesu”.
Innym przykładem tego błędu są same błędy poznawcze. To, że znamy jakiś błąd poznawczy, nie oznacza jeszcze, że ten błąd poznawczy nas nie dotyczy.